# Forze armate pakistane
Le forze armate pakistane (in urdu پاکستان مسلح افواج‎?) sono le forze armate del Pakistan.

## Storia
Le forze armate pakistane sono costituite dal 1947, l'anno d'indipendenza dall'India britannica.

## Reparti

### Esercito
È una forza militare che non prevede la leva obbligatoria. Il Pakistan è l'unica nazione del mondo islamico che ha delle donne in posizioni di comando militare.

### Marina
La marina è supportata anche dalla Pakistan Coast Guard, dai Pakistan Marines, e dalla Maritime Security Agency, la divisione paramilitare della marina pakistana.

### Aviazione
La Fi'saia Pakistana viene fondata il 15 agosto 1947, dalla dichiarazione d'indipendenza dall'allora India britannica.